# Dubai Tennis Championships 2025
Dubai Tennis Championships 2025 a fost un turneu profesionist de tenis de nivel ATP 500 din Circuitul ATP 2025 și un turneu WTA 1000 din Circuitul WTA 2025. Ambele evenimente au avut loc la Aviation Club Tennis Center din Dubai, Emiratele Arabe Unite. Turneul feminin a avut loc în perioada 16–22 februarie, iar turneul masculin în perioada 24 februarie – 1 martie. A fost cea de-a 33-a ediție a turneului masculin și cea de-a 25-a ediție a turneului feminin.

## Campioni

### Simplu masculin
Pentru mai multe informații consultați Dubai Tennis Championships 2025 – Simplu masculin

### Simplu feminin
Pentru mai multe informații consultați Dubai Tennis Championships 2025 – Simplu feminin

### Dublu masculin
Pentru mai multe informații consultați Dubai Tennis Championships 2025 – Dublu masculin

### Dublu feminin
Pentru mai multe informații consultați Dubai Tennis Championships 2025 – Dublu feminin

## Puncte și premii în bani

### Distribuția punctelor
| Probă           | C    | F   | SF  | QF  | Runda 3 | Runda 2 | Runda 1 | Q   | Q2  | Q1  |
| Simplu feminin  | 1000 | 650 | 390 | 215 | 120     | 65      | 10      | 30  | 20  | 2   |
| Dublu feminin   | 1000 | 650 | 390 | 215 | 120     | 10      | N/A     | N/A | N/A | N/A |
| Simplu masculin | 500  | 330 | 200 | 100 | N/A     | 50      | 0       | 25  | 13  | 0   |
| Dublu masculin  | 500  | 300 | 180 | 90  | N/A     | 0       | N/A     | 45  | 25  | 0   |

### Premii în bani
| Probă           | C         | F         | SF        | QF       | Runda 3  | Runda 2  | Runda 1  | Q2       | Q1      |
| Simplu feminin  | 597.000 $ | 351.801 $ | 181.400 $ | 83.470 $ | 41.600 $ | 23.500 $ | 16.900 $ | 10.074 $ | 5.270 $ |
| Dublu feminin*  | 175.900 $ | 98.950 $  | 53.140 $  | 27.280 $ | 15.570 $ | 10.380 $ | N/A      | N/A      | N/A     |
| Simplu masculin | 605.530 $ | 325.780 $ | 173.620 $ | 88.700 $ | 47.350 $ | 25.250 $ | N/A      | 12.940 $ | 7.260 $ |
| Dublu masculin* | 198.880 $ | 106.060 $ | 53.660 $  | 26.840 $ | 13.890 $ | N/A      | N/A      | N/A      | N/A     |

*per echipă